# Volvo ECC
O ECC  (Environmental Concept Car) é um automóvel conceitual da Volvo que foi criado em 1992,  que serviria como um protótipo do novo estilo da linha Volvo, seu designer inspirou o volvo S80 que foi lançado em 1998, foi desenvolvido no Volvo monitoramento e centro de conceito na Califórnia. O volvo ECC tinha com como características.
- um sistema de motor hibrido equipado com uma turbina a gas.
- baixo impacto ambiental com reciclagem de materiais.
- Motor e cambio com corpo de alumínio para reduzir peso.
- Interior ergonomicamente projetado, projetado para  pessoas com segurança.
- Dynaguide, sistema que mostrava informações do transito no painel.

## Segurança[1]
O Volvo ECC, tinha cinto de 3 pontos para todos os 4 ocupantes, ainda trouxe o sistema revolucionário de proteção de impacto lateral.

## Carros que foram inspirados no ECC
Além do próprio Volvo S80, foi produzido em 1997 um clone no Brasil chamado Emme 422T com uma carroceria feita de materiais reciclados.